# Francis William Lionel Collings Beaumont
Francis William Lionel Collings Beaumont, conosciuto anche come F. W. L C. Beaumont o "Buster" Beaumont (Lawshall, 6 agosto 1903 – Liverpool, 4 maggio 1941), è stato l'erede del Signore di Sark, un ufficiale della Royal Air Force, un produttore cinematografico e il marito dell'attrice Mary Lawson.
Figlio di Dudley John Beaumont e di Sibyl Mary Hathaway, figlia del Signore di Sark William Frederick Collings. Cresciuto a Sark, studiò all'Elizabeth College di Guernsey a causa delle ristrettezze economiche della famiglia (la madre avrebbe voluto che studiasse al Royal Air Force College). Si sposò la prima volta nel 1926 a Londra con Enid Corinne Ripley dalla quale ebbe nel 1927 John Michael Beaumont, il futuro e attuale Signore di Sark.
Divenuto pilota nel 1923, accumulò molti debiti personali, il che spinse la madre ad usare le proprie conoscenze per fare stanziare il figlio all'estero, dove sarebbe stato "lontano dalla folla di giovani irresponsabili con cui se va in giro"; venne quindi stanziato nel Mandato britannico della Mesopotamia fino al congedo, nel 1928.
Nel 1936, durante le riprese del film Toilers of the Sea (adattamento dell'opera I lavoratori del mare di Victor Hugo) ambientato a Sark, conobbe e si innamorò della celebre attrice Mary Lawson. Nel 1937 divorziò dalla prima moglie e si risposò con la Lawson (il 30 novembre 1937 la prima moglie Enid comprò un annuncio sul Times chiedendo la "Dissoluzione del matrimonio sulla base dell'adulterio del marito con la signorina Mary Lawson"). Nella sua autobiografia la madre non menzionò mai la seconda moglie del figlio, limitandosi a dire che la prima moglie era una "ragazza affascinante".
Nel 1937 Francis incontrò Oswald Mosley con lo scopo di fondare un'emittente radiofonica al di fuori della giurisdizione della BBC (che aveva reso illegale sul territorio britannico la messa in onda di qualsiasi trasmissione finanziata dagli inserzionisti), allo scopo di raccogliere fondi per l'Unione Britannica dei Fascisti. Nonostante le connessioni con il fascismo inglese, Francis si arruolò prontamente nell'esercito allo scoppio della Seconda Guerra Mondiale.
Francis e la seconda moglie vissero insieme, senza avere figli, fino al 1941, quando morirono entrambi a Liverpool durante un bombardamento tedesco. Si trovavano li per passare una settimana di licenza, con loro morì anche la sorella di Mary Lawson, Dorothy. Sono sepolti a Liverpool e in loro memoria è stata eretta una lapide nella scuola di Guernsey.